# Robert Lombardo

Wappen von Robert Joseph Lombardo

Robert Joseph Lombardo CFR (* 4. September 1957 in Stamford, Connecticut) ist ein US-amerikanischer römisch-katholischer Ordensgeistlicher und Weihbischof in Chicago.

## Leben
Robert Joseph Lombardo studierte von 1975 bis 1979 Rechnungswesen an der University of Notre Dame in South Bend. 1980 trat er der Ordensgemeinschaft der Kapuziner bei. 1984 war Lombardo als Missionar in Honduras tätig. Von 1985 bis 1987 war er Seelsorger in der Pfarrei Our Lady of Sorrows in Manhattan. In dieser Zeit gründete er das Padre Pio Shelter for Homeless Men in der Bronx. 1986 legte Robert Lombardo die ewige Profess ab.
1987 war Robert Lombardo einer der Mitgründer der Ordensgemeinschaft der Franziskaner der Erneuerung. 1990 erwarb Lombardo an der Maryknoll School of Theology in Ossining einen Master im Fach Katholische Theologie und am Iona College in New Rochelle einen Master im Fach Pastoral Counseling. Er empfing am 12. Mai 1990 in der St. Patrick’s Cathedral durch den Erzbischof von New York, John Joseph Kardinal O’Connor, das Sakrament der Priesterweihe für die Ordensgemeinschaft der Franziskaner der Erneuerung.
Nach der Priesterweihe gründete Robert Lombardo die Saint Anthony Residence in der Bronx, deren Direktor er bis 2014 war. Von 1993 bis 2004 war Lombardo zudem Direktor des Saint Anthony Shelter und von 1998 bis 2004 der Saint Anthony Free Dental/Medical Clinic in der Bronx. Daneben war er von 1999 bis 2004 Oberer der Niederlassung der Franziskaner der Erneuerung in der Bronx. Seit 2005 war Robert Lombardo als Direktor des Our Lady of the Angels Mission Center in Chicago tätig. Von 2008 bis 2010 war er Mitglied der Coalition for the Homeless in Chicago. 2010 gründete Lombardo die Ordensgemeinschaft der Franciscans of the Eucharist of Chicago. 2015 wurde er zudem Dechant des Dekanats III-A.
Am 11. September 2020 ernannte ihn Papst Franziskus zum Titularbischof von Munatiana und zum Weihbischof in Chicago. Der Erzbischof von Chicago, Blase Joseph Kardinal Cupich, spendete ihm sowie Kevin Birmingham und Jeffrey Grob am 13. November desselben Jahres in der Holy Name Cathedral in Chicago die Bischofsweihe; Mitkonsekratoren waren die Weihbischöfe in Chicago, Joseph Perry und John Manz.